# انگلیسی هندی
انگلیسی هندی (انگلیسی: Indian English) یک گویش از زبان انگلیسی است که به عنوان زبان دوم در کشور هند رسمی است. انگلیسی هندی توسط هندی‌ها در داخل هند و همین طور هندی‌های مقیم در سایر نقاط جهان صحبت می‌شود. انگلیسی، تنها زبان رسمی قوه قضائیه هند است، مگر در دادگاهی که شخص رئیس‌جمهور هند درخواست استفاده از زبان دیگری بکند.   اگر شمار انگلیسی زبانان مادری و غیر مادری را با هم در نظر بگیریم هند نسبت به دیگر کشورها بیشترین تعداد مردمی را دارد که انگلیسی را می‌فهمند یا سخن می‌گویند. میزان اکتساب زبان هندی‌ها به زبان انگلیسی، بستگی به سن، میزان تحصیلات، شغل و محل زندگی افراد دارد.

## پیشینه
زبان انگلیسی هندی در کنار زبان هندی، زبان رسمی دولت هند است. استفاده از زبان انگلیسی برای مدت پانزده سال پس از آغاز این قانون اساسی، برای تمام اهداف رسمی اتحادیه که برای آن پیش از شروع چنین کاری استفاده می‌شد، ادامه دارد: به شرطی که رئیس‌جمهور بتواند در طی مدت یاد شده، حکم اجازه استفاده از زبان هندی علاوه بر انگلیسی و فرم عددی دیواناگری علاوه بر فرم بین‌المللی اعداد هندی را برای هر یک از اهداف رسمی اتحادیه صادر کند. مقاومت گسترده در برابر تحمیل زبان هندی به غیربومیان، به ویژه در جنوب هند (مانند موارد موجود در تامیل نادو) منجر به تصویب قانون زبان‌های رسمی ۱۹۶۳ شد که استفاده از انگلیسی بطور نامحدود برای همه اهداف رسمی را مجاز می‌دانست. فارسی پیش از آنکه هندوستان مستعمره انگلستان شود، دومین زبان رسمی این کشور (در دوره گورکانیان زبان رسمی) و زبان فرهنگی و علمی به‌شمار می‌رفت. اما پس از استعمار، انگلیسی‌ها در سال ۱۸۳۲ میلادی با اجبار زبان انگلیسی را جایگزین زبان فارسی کردند.

### استقلال هند
پس از جنبش استقلال‌طلبی هند پس از چند سده از بریتانیا، هنوز بخش فرهنگ انگلیسی در هند باقی مانده بود. در سال‌های ابتدایی استقلال؛ فعالیت‌های انگلیسی‌هراسی شروع به کار شد. گاندی رهبری استقلال هند را برعهده داشت و از مخالفان سرسخت فرهنگ انگلیسی در هند بود. وی از هندی های مخالف ترویج زبان انگلیسی در هند بود که علیه رسمیت یافتن آموزش زبان انگلیسی در هند گفت:

آیا انسانی هست که رؤیایش این باشد که زبان انگلیسی، زبان ملی هندوستان شود؟ (فریادهای «هرگز، هرگز» حاضرین)... حتی اگر شده برای یک لحظه، تصور کنید که جوانان ما باید وارد چه رقابت نابرابری در مقابل هر یک از جوانان انگلیسی شوند.
من این سعادت را داشتم تا با چند تن از اساتید دانشگاهی شهر پونا به‌طور خودمانی گپ بزنم. ایشان به من اظهار کردند که هر جوان هندی، فقط به‌ خاطر این‌که دانش‌اش را از طریق زبان انگلیسی کسب کرده است، حداقل 6 سال باارزش از زندگی خود را از دست داده است.
این عدد را در تعداد دانشجویانی که از مدارس و کالج‌های ما بیرون می‌آیند ضرب کنید، و خودتان ببینید که ملت ما تاکنون چند هزار سال را از دست داده است. یک اتهامی که به ما می‌زنند این است که ما نوآوری و بدعت نداریم. چطور می‌توانیم نوآوری داشته باشیم، اگر باید این سال‌های باارزش زندگی‌مان را به تسلط یافتن به زبانی بیگانه اختصاص دهیم؟ تازه در این سعی‌مان هم شکست می‌خوریم...
در سال‌های ابتدایی استقلال هند، فعالیت‌های مبنی بر حذف گسترش زبان انگلیسی در هند دیده شد اما پس از چند سال هندی‌ها متوجه شدند که زبان انگلیسی، زبانی فرار و مهم در جهان است. همچنین زبان هندی، توسط تمامی هندی‌ها قابل درک نیست و آن‌ها مجبور بودند تا زبانی برای برقراری ارتباط با یکدیگر داشته باشند و چه زبانی بهتراز انگلیسی که هندی‌ها نیز با آن به شدت آشنایی دارند. هندی‌ها از زبان انگلیسی به عنوان ارتباطی میان زبان‌ هندی، تامیلی، تلوگویی و چندین زبان دیگر مختلف در هند؛ استفاده کردند. در شهرهای بزرگ و توریستی، مرکزهای پلیس، اداره‌های دولتی و آموزش و پرورش در هند، زبان انگلیسی نفوذ پیدا کرده است.

### در سده بیست‌ویک

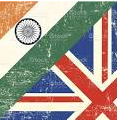
پرچم بریتانیا و هند

در سده بیست‌ویک میلادی، هند دارای کانال‌های تلویزیونی و روزنامه‌های انگلیسی است که بسیار بر مردم هند تأثیرگذار هستند. همچنین تعداد شبکه‌های انگلیسی زبان در هند، از تعداد شبکه‌های هندی زبان؛ بیشتر است. در این کشور بر روی پرده‌ی سینما فیلم‌های زبان اصلی انگلیسی نشان داده می‌شود و زیرنویسی به زبان محلی هر استان نیز دارد. در سطح شهرها نیز راننده‌های اتوریکشا در هند بطور معمول سعی می‌کنند زبان انگلیسی را بلد باشند تا با گردشگرها بتوانند تعامل داشته باشند. نسل‌های گذشته کمتر انگلیسی را بلد هستند و با اشتیاق کمتری آن را دنبال می‌کنند اما نسل‌های آینده هند، با سرعت و دقت بسیاری در یادگیری اصولی انگلیسی مهارت و اشتیاق دارند. نسل‌های نوین در هند با توجه به فونتیک، سعی در تلفظ صحیح واژه‌های انگلیسی آمریکایی را دارند که این امر لهجه انگلیسی هندی را روبه افول قرار می‌دهد.
حسن روحانی هفتمین رئیس‌جمهور ایران، در مراسم گرامیداشت مقام آموزگار طی سخنانی اظهار داشت:

امروز شما ببینید در شبه قاره هند به خاطر اینکه این جمعیت عظیم به زبان انگلیسی تقریبا مسلط هستند  در IT(فناوری اطلاعاتInformation technology)چه کارهایی انجام داده‌اند و چه شغل بزرگی را این شبه قاره به دست آورده است، ما باید زبانی را یاد دهیم که در کنارش علم، راحت‌تر به دست آید و شغل بیشتر برای نسل جوان آینده به وجود بیاورد و ارتباط اقتصادی ما را با دنیا تسهیل کند.
البته سخنان حسن روحانی با انتقادهای شدیدی روبه‌رو شد که کاربرهای شبکه‌های مجازی به آن پرداختند. کشورهای دیکتاتوری و ضد دموکراسی در جهان هستند که زبان رسمی آن‌ها انگلیسی است اما، انگلیسی باعث پیشرفت آن‌ها نشده است. کشورهایی مانند: زیمبابوه، زامبیا، تانزانیا و کنیا جزو کشورهای تمامیت‌خواه در قاره آفریقا هستند که زبان رسمی آن‌ها انگلیسی است اما باعث پیشرفت آن‌ها نشده است.